# Одиссея. Год 1989
«Одиссея. Год 1989» (другое название «Умняк») — российский независимый фильм 2002 года, снятый режиссёром Ильёй Хотиненко и рассказывающий о молодом человеке из деревни, попадающем в городе в компанию гопников.

## Создание
По признанию режиссера Ильи Хотиненко, сценарий фильма писался около пяти лет, а сняли фильм за 12 дней в городе Долгопрудный. Бюджет фильма составил тридцать две тысячи долларов. Образ жизни и внешний вид героев был навеян впечатлениями режиссёра о «екатеринбургских аутентичных парнях», с которыми он встречался, когда жил в Екатеринбурге в конце 80-х — начале 90-х годов.

## Сюжет
Главный герой, Денис, из деревни едет в провинциальный город поступать в техникум на агронома. В городе он встречается с двоюродным братом Паштетом, которого не видел десять лет и который берёт над ним шефство. Денис ещё полон юношеского романтизма и мечтает о космосе. В этом городе парень знакомится с бытом, заботами и досугом местных молодых людей. В итоге водоворот событий затягивает героя, и он растворяется в этом странном мире. Почти весь фильм главный герой употребляет различные психоактивные вещества со своими новыми друзьями. Сначала марихуану, потом алкоголь. Ближе к концу герой употребляет и меткатинон, после чего они едут грабить магазин. Денис полностью разочаровывается в своей компании.

## Актёры
- Пётр Буслов — Паштет
- Андрей Щенников — Денис
- Ольга Симонова — Ляля
- Яна Шивкова — Людмила
- Тимур Савин — Бжик
- Константин Гацалов — Поршень
- Игорь Волошин – Линза
- Мария Шалаева — Чебурашка
- Ольга Филиппова — Марина
- Илья Любимов — Слон
- Сергей Мищенко — Болт
- Сергей Приходько — Шахматист
- Сергей Калашников — Ганс
- Василий Долбитиков — Штрибан

## Музыка
Композитор Илья Язов. В фильме использовано произведение итальянской группы Koto — Visitors, а также песня французской группы Rockets — Galactica.